# Nils Arnell
Nils Gustaf Arnell, född den 14 december 1913 i Eslöv, död den 22 november 1971 i Göteborg, var en svensk sjömilitär.
Arnell avlade sjökaptensexamen 1938 och reservofficersexamen i flottan 1939. Han blev löjtnant i aktiv tjänst 1941 och kapten 1947. Arnell genomgick Sjökrigshögskolans stabskurs 1946–1947 och dess nautiska kurs 1947–1948. Arnell befordrades till kommendörkapten av andra graden 1957, av första graden 1961, och till kommendör 1965. Arnell var chef för Göteborgs örlogsvarv 1965–1967 och chef för Västkustens örlogsbas från 1967 till sin död. Han invaldes som ledamot av Örlogsmannasällskapet 1959. Arnell blev riddare av Svärdsorden 1957 och kommendör av samma orden 1969. Han vilar på Glömminge kyrkogård på Öland.